# Gbéléban
Pour le département, voir Gbéléban (département).
Gbéléban est une ville de l'extrême nord-ouest de la Côte d'Ivoire,, en Afrique de l'ouest. C'est une préfecture de la région de Kabadougou,,, district de Denguélé.
La population y est essentiellement constituée de Malinkés,. En 2021, sa population est de 4 507 habitants.

## Géographie
Gbéléban est une ville du nord-ouest de la Côte d’Ivoire. Elle est située à 70 km d’Odienné, à la frontière entre la Côte d’Ivoire et la Guinée. Gbéléban fait partie de la région du Kabadougou, dans le district du Denguélé. Son climat est de type savane avec hiver sec selon la Classification de Köppen.

## Histoire
Selon la tradition, le village de Gbéléban a été fondé au pied d’un arbre par  les frères Koma et Fa Mossa. Venus de Guinée, ils étaient, cependant, descendants d'un certain Jagboyé, originaire du village de Jenbaya au Mali,. Après Koma et Fa Mossa, se succédèrent à la tête du village Dagbo, Diébori, Jima, Manoroba et Va Moro. La succession va ensuite passer des Traoré aux Cissé.
Gbéléban est érigé en département le 4 juillet 2012 par décret N° 2012-611. Le village avait, d'abord, été érigé en sous-préfecture par décret n° 74-499 du 03 octobre 1974. Puis, la sous-préfecture fut mise au restreint de 1981 à 1983, sous tutelle de la sous-préfecture de Seydougou. De 1983 à 1997, elle fut définitivement fermée pour être rouverte par le décret n° 97-421 du 23 juillet 1997.

## Administration
Le Département de Gbéléban est situé dans la région du Kabadougou et est composé de trois circonscriptions administratives qui sont: 
- La sous-préfecture de Gbéléban, fondée par le décret n° 74-499 du 3 octobre 1974 et mise au restreint de 1981 à 1983. C’est le sous-préfet de Seydougou qui en assurait l’intérim durant ce temps de restriction. De 1983 à 1997, la sous-préfecture va être définitivement fermée pour être rouverte par le décret n° 97-421 du 23 juillet 1997. Elle sera composée de l'ensemble des villages de Gbéléban et de Gbahanla du canton Kabadougou ;
- La sous-préfecture de Samango, créée par le décret n° 74-499 du 03 octobre 1974. Elle a été ouverte le 19 août 1975, composée des villages de Dabadougou-mafélé, Iradougou, Samango, Gouarini, Sandjougouna, Farala, Bogodougou, Blamandougou, Mahandouni, Mégbélé et Séllé du canton Bodjôgô; Tougousso, Gbelela et Siensoni du canton Massala[12] ;
- La sous-préfecture de Seydougou, a été créée par le décret n° 74-499 du 3 octobre 1974 et est fonctionnelle depuis le 11 mars 1975. Elle compte sept (7) villages que sont : Seydougou, Badiouala (01 km), Balala (06 km), Gbessasso (12 km), Kabala (07 km), Kohouena (01 km) et Sandjougouna (17 km). Le chef-lieu Seydougou est distant de 20 km de Gbéléban. La ville de Seydougou a également été érigée en chef-lieu de commune du même nom par le décret n° 95-941 du 13 décembre 1995. C’est, d’ailleurs, la seule commune du Département[12].

Sita Ouattara est la Maire de Gbéléban depuis décembre 2018. Ses deux adjoints au maire sont Mamadou Konaté (1er maire adjoint) et Traoré Souleymane (2e maire adjoint) , ancien président des jeunes de Gbéléban remplacé à ce poste depuis le 22 avril 2022 par Doumbia Bangaly.

## Sports
La ville de Gbéléban ne dispose d'aucun club de football. Les compétitions sportives de football qui s'y déroulent sont généralement liées à des festivités. Les tournois de football et de maracana sont un facteur de cohésion et de fraternité dans cette localité,,. Ces compétitions sont organisées généralement par le département local de la Promotion des sports et du Développement de l'économie sportive.
Il existe en revanche un club de taekwondo à Gbéléban. Intégré à la ligue de la région du Kabadougou, ce club est dirigé par le Directeur local des Sports, maître Sangaré Hamidou, ceinture noire 4ème dan.

## Personnalités liées à la ville
- Feue Hadja Nabintou Cissé, mère du Chef de l’État SEM Alassane Ouattara[19];
- SEM Alassane Ouattara, Président de la République de Côte d'Ivoire[20];
- Aïssata Ouattara, Maire de Gbéléban ;
- Nina Keïta, fille d'Aïssata Ouattara, Directrice Générale Adjointe de la Gestoci.
- Tiken Jah Fakoly, artiste chanteur reggae.